# Яборова
Яборова — деревня в Красновишерском районе Пермского края. Входит в состав Верх-Язьвинского сельского поселения.

## Географическое положение

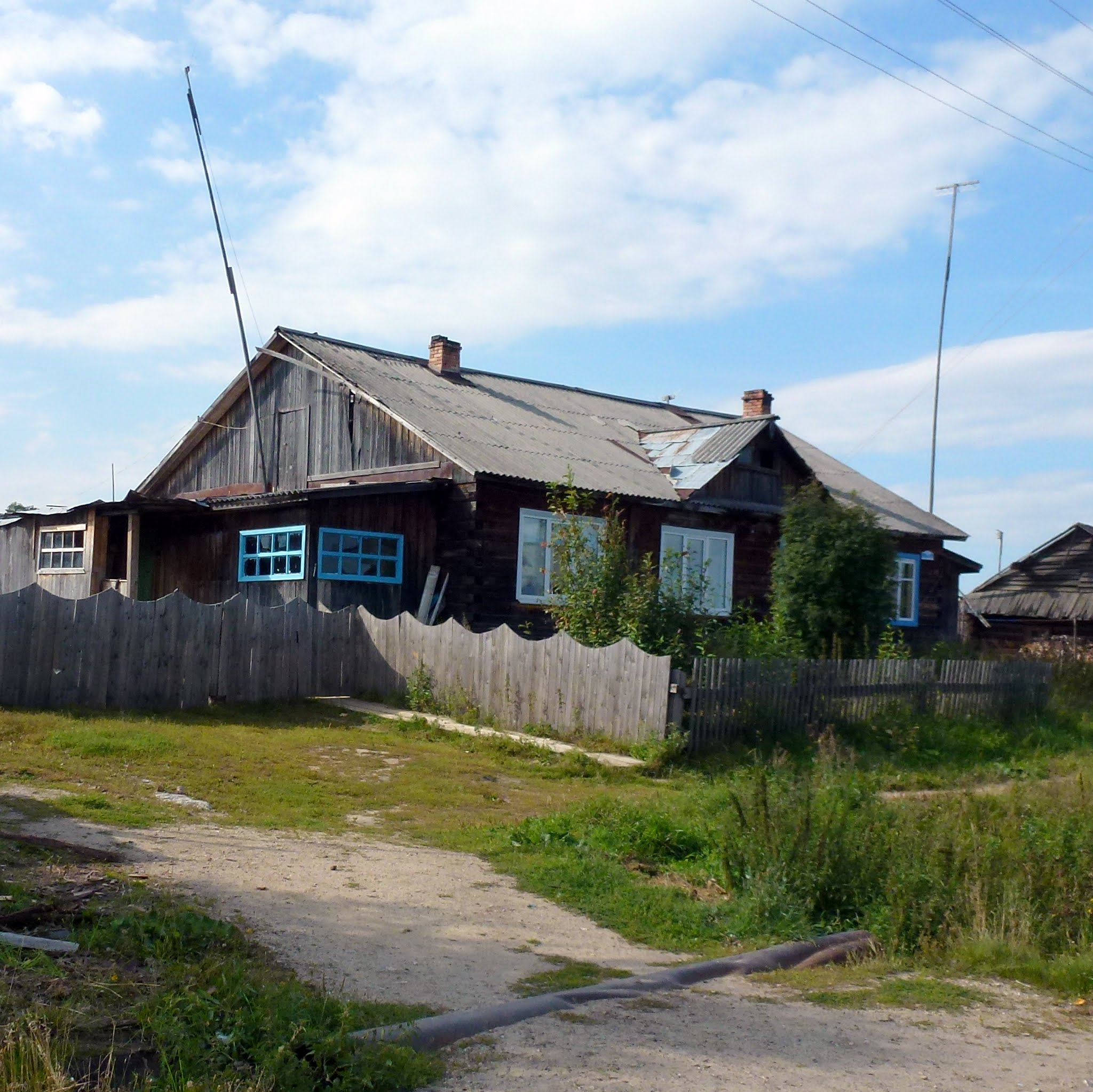

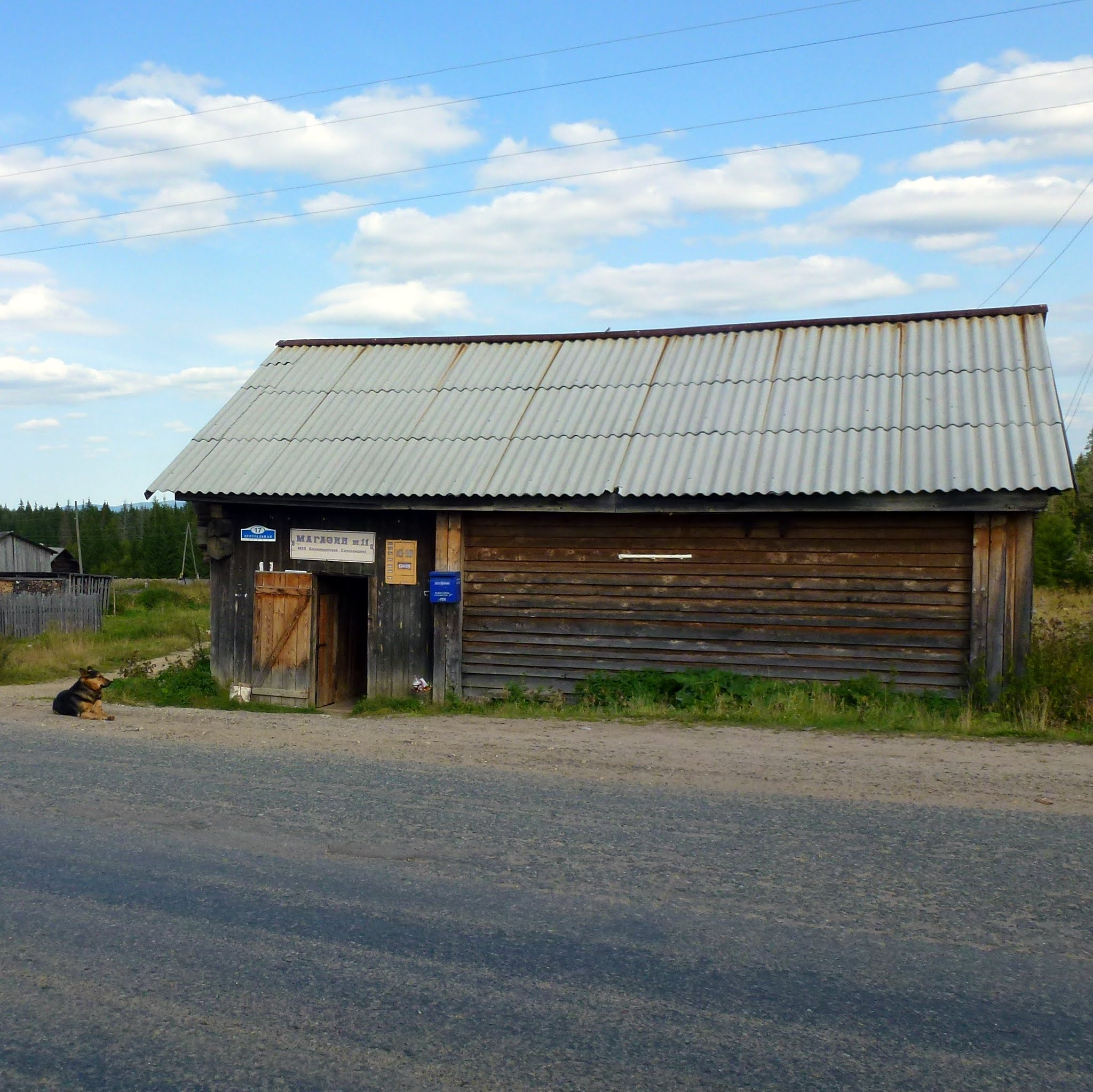

Расположена примерно в 29 км к северо-западу от центра поселения, села Верх-Язьва, и в 16 км к юго-востоку от районного центра, города Красновишерск.

## Население
| 2010 |
| ---- |
| 40   |

## Улицы[2]
- Дачная ул.
- Лесная ул.
- Центральная ул.

## Топографические карты
- Лист карты P-40-139,140 Северный  Колчим. Масштаб: 1 : 100 000. Состояние местности на 1982 год. Издание 1987 г.